# Lachaerus fascinus
Lachaerus fascinus är en skalbaggsart som först beskrevs av Audinet-serville 1835.  Lachaerus fascinus ingår i släktet Lachaerus och familjen långhorningar.
Artens utbredningsområde är Paraguay. Inga underarter finns listade i Catalogue of Life.